# Travesio
Travesio (Travês en frioulan) est une commune italienne de la province de Pordenone, dans la région autonome du Frioul-Vénétie Julienne.

## Administration
| Période                                  | Période  | Identité        | Étiquette                          | Qualité            |
| ---------------------------------------- | -------- | --------------- | ---------------------------------- | ------------------ |
| Depuis le 23/05/2005                     | En cours | Alfredo Diolosà | Partito Democratico della Sinistra | Liste Per Travesio |
| Les données manquantes sont à compléter. |          |                 |                                    |                    |

Depuis le 18 mai 2010, Diego Franz, Lista Civica.

## Hameaux
Borgata Deana, Borgata Riosecco, Borgo Zorz, Molevana, Ronch, Toppo, Usago, Zancan.

### Communes limitrophes
Castelnovo del Friuli, Meduno, Pinzano al Tagliamento, Sequals, Tramonti di Sotto.